# Маленькое привидение (фильм, 2013)
«Маленькое привидение» (нем. Das kleine Gespenst) — немецко-швейцарский фильм 2013 года, снятый режиссёром Аленом Гспонером по мотивам одноимённой сказочной повести Отфрида Пройслера «Маленькое привидение».

## Сюжет
В замке Ойленштайн около города Ойленберга с давних времён живёт маленькое безобидное привидение. В дневное время оно спит в тяжёлом дубовом сундуке, который спрятан на чердаке за дымовой трубой. Когда часы на ратуше бьют полночь, маленькое привидение просыпается и совершает ночной обход по замку. Самым большим и заветным его желанием было пожить хотя бы один день при дневном свете. Тем временем жители города готовились к празднику по случаю 375 годовщины осады замка войском шведского генерала Торстена Торстенсона. Во время ночной экскурсии школьников по замку привидение знакомится с мальчиком Карлом. Рассказу Карла о том, что он встретился с приведением, никто не поверил, включая его друзей (Ханнеса и Мари). После ночной встречи с Карлом и ремонта часов на ратуше маленькое привидение просыпается не в полночь, как обычно, а в полдень. При первом контакте с солнечным светом привидение теряет свой белый облик и становится полностью чёрным. Помочь ему вернуть свой прежний облик может только Карл и его друзья…

## В ролях
| Актёр                 | Роль                                   |
| --------------------- | -------------------------------------- |
| Йонас Голденридер     | Карл                                   |
| Эмили Куше            | Мари                                   |
| Нико Хартунг          | Ханнес                                 |
| Уве Оксенкнехт        | бургомистр / генерал Торстен Тостенсон |
| Юдит Розмарин         | графиня Женевьева Элизабет Барбара     |
| Герберт Кнауп         | часовщик                               |
| Беттина Стуки         | учительница Тальмайер                  |
| Алёша Штадельман      | капитан полиции                        |
| Айкут Каячик          | администратор замка                    |
| Штефан Мерки          | главный брандмейстер                   |
| Сандра Боргманн       | мать Карла                             |
| Штефан Кампвирт       | отец Карла                             |
| Карлос Рихтер         | Петер                                  |
| Тилль Валентин Винтер | Рудольф                                |
| Джеймс Балтер         | почтальон                              |
| Корделия Веге         | секретарша                             |
| Анна Тальбах          | маленькое привидение (озвучивание)     |
| Вольфганг Гесс        | филин Шуху (озвучивание)               |

## Съёмочная группа
- Режиссёр: Ален Гспонер
- Продюсеры: Ульрике Пуц, Якоб Клауссен
- Сценарист: Мартин Ритценхофф
- Оператор: Матиас Фляйшер
- Композитор: Ники Райзер

## Дополнительно
Съёмки фильма проходили в замке Вернигероде и в Кведлинбурге.

## Награды
- Хихонский международный кинофестиваль — награда (2013)
- Международный кинофестиваль в Шлингеле[нем.] — награда (2013)[2]